# Eugène Dumortier
Pour les articles homonymes, voir Dumortier.
Eugène Dumortier est un paléontologue français, né Vincent Eugène Dumortier à Lyon le 3 décembre 1802 et mort à Lyon (6e arrondissement) le 12 août 1876.

## Biographie
Après avoir assuré la succession de son père fabricant de dorures à Lyon, Eugène Dumortier se tourne vers les sciences à l'âge de 50 ans et entreprend des études de géologie. En 1853, il est admis comme membre de la Société impériale d'agriculture de Lyon dans les Annales de laquelle il publie diverses notes géologiques et paléontologiques. Il rassemble une collection de quelque 50 000 fossiles qu'il lègue au Muséum de Lyon, dirigé alors par Louis Lortet. Le 1er décembre 1863 il est élu à l'Académie des sciences de Lyon.

## Travaux
Il a pour sujet d'étude les fossiles jurassiques du bassin du Rhône, travaux qui seront récompensés par une médaille d'or à la Sorbonne et qui sont toujours d'actualité. Il décrit également 250 nouvelles espèces issues de la collection qu'il léguera au Muséum de Lyon. Ces descriptions ont été réalisées pour distinguer différentes assises d'un même étage afin d'établir une stratigraphie détaillée.

### Publications
- Études paléontologiques sur les dépôts jurassiques du bassin du Rhône, 4 vol., Paris, 1864-1874
- Description des ammonites de la zone à ammonites tenuilobatus de Crussol (Ardèche) et de quelques autres fossiles jurassiques nouveaux ou peu connus, 1875-1876, coécrit avec Francisque Fontannes

## Hommages
La dumortiérite, minéral fibreux découvert en 1881, à Chaponost au sud-ouest de Lyon, lui doit son nom.

## Sources et références

### Sources
- Didier Berthet et Louis Rulleau, Collectionneurs et collections du XIXe siècle : Eugène Dumortier et Victor Thiollière (Actes du colloque « Histoire des collections »), Lyon, Éd. Musée des Confluences, avril 2007, 11 p. (lire en ligne) [PDF]
- Jean Burdy et Dominique Saint-Pierre (dir.), Dictionnaire historique des Académiciens de Lyon : 1700-2016, éd. ASBLA de Lyon, mars 2017, 1369 p. (ISBN 978-2-9559-4330-4, présentation en ligne), p. 483-484 (chap. Eugène Dumortier).